# Malvernia
Malvernia là một chi bọ cánh cứng trong họ Chrysomelidae.
Chi này được miêu tả khoa học năm 1899 bởi Jacoby.

## Các loài
Chi này gồm các loài:
- Malvernia grobbelaarae Biondi, 1998